# Привилегии Рудольфа I Габсбурга
Привилегия Рудольфа I Габсбурга — привилегия, которую получил Ливонский орден от своего верховного сюзерена, императора Священной Римской империи Рудольфа Габсбургского в 1275 году.
Главным пунктом этой ценной привилегии был пункт, в котором была оговорена возможность вершить суд в Риге, что считалось одним из основополагающих прав феодального сеньора в отношениях с вассалом. Ордену выгодно было не раскрывать подробностей выписанной ему привилегии, что он успешно и проделывал, держа в тайне своё право свободного сеньориального суда на территории Риги. Дело в том, что Ливонский орден дожидался более удобного случая её применения на практике. Такой случай подвернулся в 1297 году, когда орден отправил регулярную армию для ведения военных действий против рижан. В первую очередь магистры ордена (Эрнст фон Расбург, Мангольм фон Штернберг, Гальт фон Гогенбах, Бруно) не желали раскрывать факт обладания этой привилегией, поскольку желали использовать её в качестве главного козыря в борьбе за влияние в прибалтийском регионе со своим первым многолетним заклятым врагом — рижским архиепископом. Политическая власть архиепископа в Риге в то время несколько ослабла, да и раньше она тоже не отличался особенной крепостью (достаточно упомянуть о том, что в 1268-1269 в ходе двустороннего конфликта между магистром Ливонского ордена Оттоном фон Луттенбергом и рижским архиепископом последний был пленён и продержан в плену более года). По этой причине жителям Риги было выгоднее поддерживать архиепископа в его борьбе с рыцарями ордена, так как на стороне ордена была реальная военная сила.
Эта борьба началась по инициативе рижан, которые разрушили орденский замок Виттенштйен (роскошный Белокаменный замок типа конвента, располагавшийся на территории современного двора Конвента), а после разгрома укреплённого сооружения взяли в плен замкового комтура и 60 рыцарей, приговорив их к смертной казни через повешение. Магистр Бруно успел бежать из города, оставив Виттенштейн на поругание восставшим рижанам. Фактически Ливонский орден вёл войну за признание привилегии Рудольфа Габсбургского и за отвоевание Риги. Магистр Бруно (в принципе тогда он носил титул вице-магистра) укрепился в районе Мельницы Бертольда (территория современного Московского Форштадта, там, где располагался Рижский фарфоровый завод) и в этом же 1297 году предпринял новое нападение на город. Осенью 1297 года в очередной раз в ходе ожесточённого сражения был пленён рижский архиепископ, его по приказу вице-магистра Ливонского ордена Бруно транспортировали в его личный замок на территории Кокнесе. В конце концов, после 1330 года, когда орденская армия под командованием магистра Эберхардта фон Монгейма победно вошла в Ригу, была утверждена привилегия Рудольфа I Габсбурга, которая означала стратегическую победу ордена над епископом.